# 王瓜店街道
王瓜店街道，是中华人民共和国山東省泰安市肥城市下辖的一个乡镇级行政单位。

## 行政区划
王瓜店街道下辖以下地区：
王西村、王东村、金槐村、潘台村、朱庄村、穆庄村、姜庄村、蒋庄村、南仪仙村、北仪仙村、马庄村、邓李付村、梁庄村、姜家庄村、十里铺村、尚古庄村、东大封村、西大封村、黄叶村、张家屋村、条水涧村、罗庄村、垛子石村、南军寨村、指挥庄村、新镇村、冉庄村、聂庄村、米山村、车庙村、曹家杭村、新胜村、肥城矿业集团机关社区、肥城矿业集团鲁泰工程公司社区、肥城矿业集团三和公司社区、肥城矿业集团中心医院社区和肥城矿业集团安信公司社区。

## 人口
2010年中国第六次人口普查时，王瓜店街道共有人口82065人。共有家庭26660户，平均每户3.07人。14岁以下的少年儿童共12279人，占总人口14.96%；15-64岁人口共61598人，占总人口75.06%；65岁及以上的老年人共8188人，占总人口的9.977%。男性共计40382人，占总人口49.20%；女性共计41683人，占总人口50.79%。本地居住的人口中，拥有本地户籍的人口为73312人，占89.33%。